# خانه ون‌گوگ
خانهٔ ون گوگ (به فرانسوی: Maison Van Gogh) خانه‌ای تاریخی و کوچک است که امروزه به‌عنوان موزه‌ای محلی در کیوم (به فرانسوی: Cweme) واقع در نزدیکی شهر مون در بلژیک شناخته می‌شود. این خانه با زندگی نقاش هلندی، ونسان ون گوگ (۱۸۵۳–۱۸۹۰) ارتباط دارد.
در جوانی، ون گوگ تلاش کرد تا به‌عنوان مبلغ پروتستان در میان کارگران معادن زغال‌سنگ در منطقهٔ بوریناژ بین سال‌های ۱۸۷۸ تا ۱۸۸۰ فعالیت کند. او پس از نقل مکان به چند خانه در منطقه، در ۱۸۸۰ به‌عنوان مستأجر به خانهٔ خانوادهٔ شارل دکرِک، یکی از کارگران معدن در کیوم رفت و برای چندین ماه در آنجا زندگی کرد. این خانه به‌طور محلی به نام خانهٔ مرداب شناخته می‌شد.
این دوره در زندگی هنری ون گوگ از اهمیت بالایی برخوردار است، زیرا احتمالاً در همین زمان و مکان بود که تصمیم گرفت مبلغ مذهبی را رها کرده و به‌طور حرفه‌ای وارد دنیای هنر شود.

## زمینهٔ تاریخی
بلژیک یکی از نخستین کشورهای اروپایی بود که انقلاب صنعتی را تجربه کرد؛ این تحول عمدتاً با رشد صنایع زغال‌سنگ و فولاد در منطقه‌ای موسوم به کمربند صنعتی در دره‌های رودخانه سامبر و موز شکل گرفت. در منتهی‌الیه غربی این منطقه، حوزهٔ در حال گسترش معادن زغال‌سنگ در بوریناژ پیرامون شهر مون واقع شده بود. در اواخر سده نوزدهم، تقاضای روزافزون برای زغال‌سنگ موجب مهاجرت انبوهی از روستاییان به روستاهای کارگری اطراف معادن شد که در کنار تپه‌های خاک‌زغال، پراکنده شده بودند. شرایط کار و زندگی کارگران معدن و خانواده‌هایشان بسیار سخت و نامطلوب بود. بیشتر آن‌ها در خانه‌هایی ابتدایی، کوچک و اغلب پرازدحام زندگی می‌کردند که به آن‌ها کورون گفته می‌شد. تاریخ‌نگار مارتین بیلی دربارهٔ این محیط می‌گوید: «سخت بتوان محیطی تاریک‌تر و غم‌انگیزتر از این را تصور کرد.»

## اقامت ون گوگ در سال‌های ۱۸۷۸ تا ۱۸۸۰

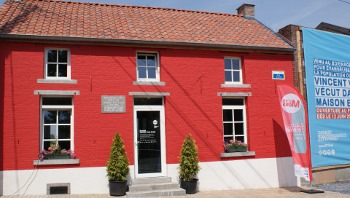
خانه خانواده دنیس در واسمه که ون گوگ ابتدا در سال ۱۸۷۹ در آنجا اقامت گزید

ون گوگ در دسامبر ۱۸۷۸ وارد بوریناژ شد. او نخستین هفته‌ها را در پاتوراژ گذراند و سپس به روستایی نزدیک واسمه رفت و در آنجا در خانهٔ کشاورزی به نام ژان-باپتیست دنی و همسرش استر به‌صورت موقت اقامت کرد. در فوریه ۱۸۷۹، اتحادیه کلیساهای انجیلی پروتستان بلژیک، او را به‌عنوان مبلغ مذهبی برای یک دورهٔ آزمایشی شش‌ماهه به خدمت گرفت تا با کارگران معدن ارتباط گرفته و آنان را از کاتولیسیسم به پروتستانتیسم دعوت کند. در آوریل همان سال، او از معدن مارکاس در واسمه بازدید کرد.
با وجود دلسوزی فراوان ون گوگ برای وضعیت کارگران، به‌علت رفتار و روحیات خاصش نتوانست با آنان ارتباط مؤثری برقرار کند و در پایان دورهٔ آزمایشی، قراردادش در ژوئیه ۱۸۷۹ تمدید نشد. با این حال، ون‌گوگ تصمیم گرفت به‌صورت مستقل و بدون حقوق به فعالیت تبلیغی ادامه دهد. او در اوت ۱۸۷۹ به روستای کیوم نقل مکان کرد و ابتدا در خانهٔ ناظر معدنی و واعظی به نام ادوارد فرانک اقامت گزید. احتمالاً در ژوئیه ۱۸۸۰ به خانهٔ مجاور نقل مکان کرد تا با خانوادهٔ کارگری به نام شارل دکرک و همسرش ژان زندگی کند. ون‌گوگ در آنجا اتاقی را با فرزندان آن‌ها شریک بود.
در مدت اقامت با خانوادهٔ دکرک، ون‌گوگ صحنه‌هایی از محیط اطراف را طراحی و نقاشی کرد. دو طرحی که به دکرک هدیه داده شده بود، باقی مانده‌اند، اگرچه بخش زیادی از آثار این دوره از بین رفته‌اند. یک آبرنگ از کارخانهٔ کُک‌سازی نزدیک محل اقامت که در تابستان ۱۸۷۹ ترسیم شده نیز باقی مانده است. او در نامه‌ای به برادرش تئو در اوت ۱۸۸۰ نوشت که تصمیم گرفته است هنرمند شود. پس از آن، ون‌گوگ کیوم را ترک کرد و برای آموزش هنر به بروکسل رفت.

## موزه

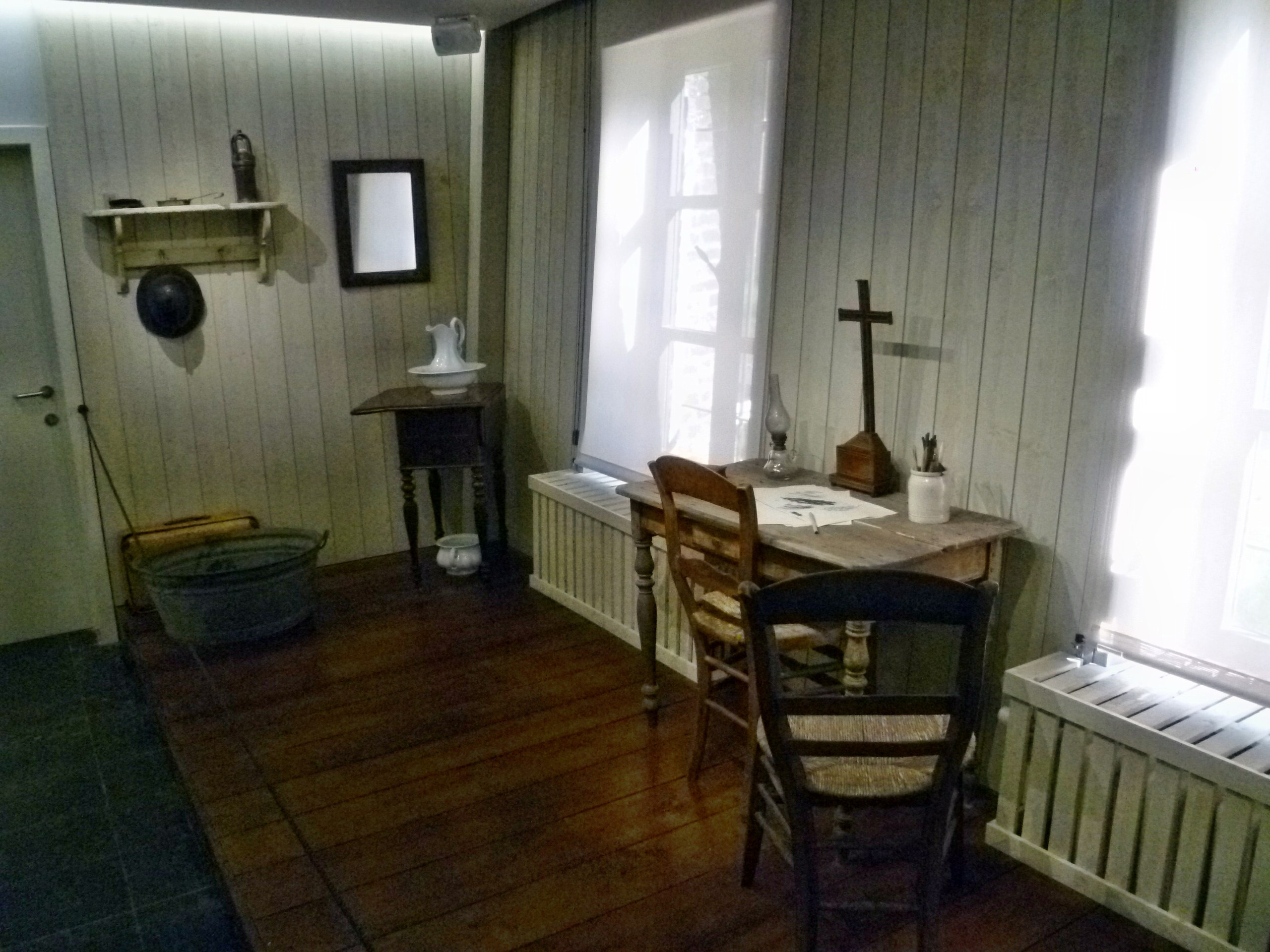
فضای داخلی موزه در سال ۲۰۱۵

خانهٔ دکرک در کیوم، پس از نزدیک به یک قرن رهاشدگی و تخریب، در ژانویه ۱۹۷۲ توسط شهرداری مون خریداری شد. این خانه در فاصلهٔ سال‌های ۲۰۰۵ تا ۲۰۰۷ به‌طور کامل بازسازی شد. اکنون این بنا به‌عنوان خانهٔ ون گوگ نگهداری می‌شود. بازدید از این موزه از طریق یک مسیر سنوگرافیک (صحنه‌نگاری)، زندگی پر فراز و نشیب ون‌گوگ را بازتاب می‌دهد. بازتولیدهایی از نامه‌های فراوان ون‌گوگ در زمان اقامتش در بوریناژ نیز در معرض دید عموم قرار دارند. یکی از آثار اصلی ون‌گوگ با عنوان بیل‌زن‌ها که در سا ۱۸۸۰ و با الهام از میله طراحی شده بود، در این موزه نگهداری می‌شود.

## یادکردها
1. 1 2 3  Bailey 2019, p. 37.
2. 1 2 3  Bailey 2019, p. 38.
3. ↑  Bailey 2019, p. 39.
4. ↑  Bailey 2019, p. 42.
5. ↑  "Van Gogh House in Cuesmes". VisitMons. Official Tourism Website of the Mons Region (به انگلیسی). 9 August 2017. Retrieved 23 December 2024.